# Limonest
Limonest is een gemeente in de Franse Métropole de Lyon (regio Auvergne-Rhône-Alpes). De plaats maakt deel uit van het arrondissement Lyon. Limonest telde op 1 januari 2022 3.933 inwoners.

## Geografie
De oppervlakte van Limonest bedroeg op 1 januari 2022 8,39 vierkante kilometer; de bevolkingsdichtheid was toen 468,8 inwoners per km².

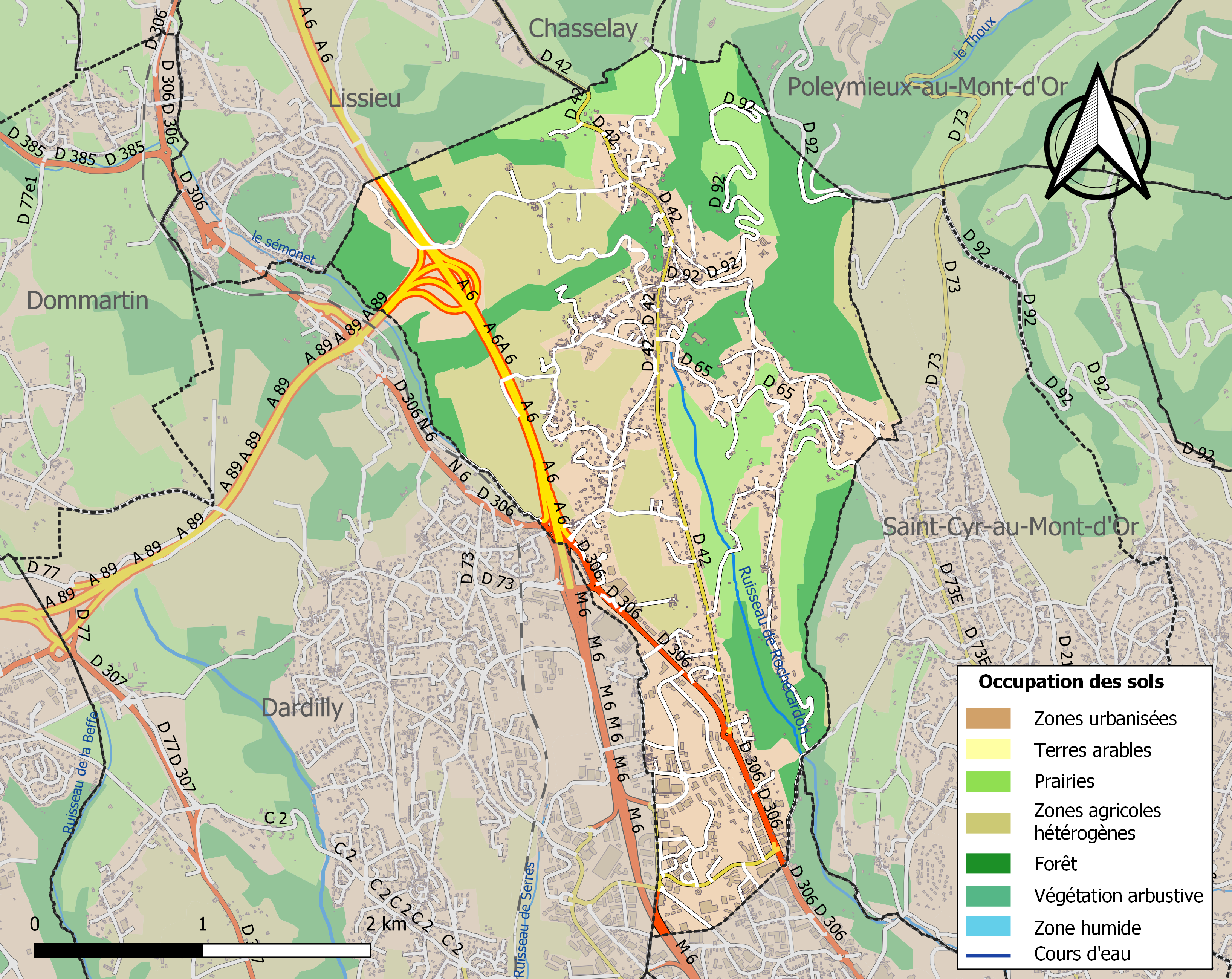
Kaart van de gemeente met de belangrijkste infrastructuur, bodemgebruik en omliggende gemeenten

## Demografie
Onderstaande figuur toont het verloop van het inwonertal (bron: INSEE-tellingen).